# Dumitru Moțpan
Dumitru Moțpan (n. 3 mai 1940, satul Seliște, România – d. 23 iunie 2018, Chișinău, Republica Moldova) a fost un politician moldovean, care a îndeplinit funcția de președinte al Parlamentului Republicii Moldova în perioada 5 martie 1997 - 23 aprilie 1998. A fost membru al Parlamentului Republicii Moldova în anii 1990.

## Biografie
Dumitru Moțpan s-a născut la data de 3 mai 1940 în satul Seliște. A absolvit Școala tehnică de electrificare și mecanizare a agriculturii din orașul Soroca și apoi Școala Superioară de Partid din Odessa. Până în anul 1991, a fost membru al PCUS.
A lucrat ca inginer mecanic, apoi timp de câțiva ani ca președinte de colhoz și apoi în organele locale de partid.  Între anii 1990-1998 a fost deputat în Parlamentul Republicii Moldova.
La baza constituirii Partidului Democrat Agrar din Moldova (PDAM) a stat clubul parlamentar "Viața Satului", ce număra 60 de deputați și fusese înființat în aprilie 1990. Constituirea Partidului Democrat Agrar din Moldova a avut loc la data de 19 octombrie 1991 când Congresul a aprobat Programul și Statutul și l-a ales pe deputatul Dumitru Moțpan în calitate de președinte al partidului nou-creat.
Parlamentarii Partidului Democrat Agrar din Moldova i-au acuzat pe deputații Frontului Popular din Moldova (FPM) de incompetență, cerând și obținând declanșarea de alegeri parlamentare anticipate.
La alegerile legislative anticipate din 27 februarie 1994, PDAM a cunoscut un aflux masiv de aderenți, fapt care a influențat succesul pe care l-a obținut acest partid în urma competiției electorale. A obținut 43,18% din numărul total de voturi și 54 din cele 104 mandate de parlamentar. Astfel, PDAM și-a adjudecat funcția de președinte al Parlamentului (Petru Lucinschi), două funcții de vicepreședinte și președinția la 8 din cele 10 comisii parlamentare. Dumitru Moțpan, liderul partidului, a fost ales ca vicepreședinte al Parlamentului (1994-1997).
În aprilie 1995, președintele Mircea Snegur a venit cu o inițiativă legislativă privind modificarea denumirii limbii oficiale a statului cu denumirea de "limba română", care a provocat o reacție ostilă din partea majorității parlamentare a PDAM. Ca urmare, Mircea Snegur a părăsit Partidul Democrat Agrar din Moldova și împreună cu el, s-a desprins o grupare din 10 deputați, în frunte cu Nicolae Andronic, vicepreședinte al Parlamentului.
La alegerile prezidențiale din noiembrie 1996, reprezentantul PDAM, premierul Andrei Sangheli, a obținut doar 9,47% din voturi, fiind abia pe locul IV. Această înfrângere a dus la căderea guvernului Sangheli, precum și la desprinderea unei grupări de deputați agrarieni, condusă de Dumitru Diacov, vicepreședinte al Parlamentului.
Dumitru Moțpan a deținut funcția de președinte al Partidului Democrat Agrar din Moldova (PDAM) din anul 1991. După alegerea lui Petru Lucinschi ca președinte al Republicii Moldova, Moțpan a candidat pentru postul lăsat vacant de Lucinschi, dar nu a obținut necesarul de 53 voturi.
Totuși, la data de 6 martie 1997, a fost ales în funcția de Președinte al Parlamentului Republicii Moldova, cu 55 voturi dintr-un număr de 101.
Ca urmare a pierderilor suferite, Partidul Democrat Agrar din Moldova a intrat foarte slăbit în alegerile parlamentare din martie 1998, pierzând o parte importantă din membrii săi și o parte din electorat. A obținut doar 3,63% dintre voturi și nu a mai intrat în Parlament.
La alegerile parlamentare din februarie 2001, PDAM obține 5,02% din voturi, dar nici de această dată nu intră în Parlament.

## Distincții și decorații
- Ordinul Republicii (2012)[2]
- Medalia „Meritul Civic” (1996)[3]